# 唐納森 (阿肯色州)
唐納森（英語：Donaldson）是一個位於美國阿肯色州溫泉縣的市鎮。

## 地理
唐納森的座標為34°14′14″N 92°55′16″W / 34.23722°N 92.92111°W，而該地的平均海拔高度為70米（即230英尺）。

## 人口
根據2020年美國人口普查的數據，唐納森的面積為1.53平方千米，皆為陸地。當地共有人口275人，而人口密度為每平方千米179人。